# Китайская живопись
Китайская живопись как вид изобразительного искусства и одна из немногих живых восточных традиций живописи, зародилась в древнем Китае и непрерывно эволюционирует со времен неолита.

## Зарождение китайской живописи
Относительно времени зарождения этого искусства существуют разные мнения. Сама традиция приписывает создание китайской живописи четырём отцам-основателям: Гу Кайчжи (кит. 顧愷之) (344—406 гг.), Лу Таньвэй (кит. 陆探微 сер. V века), Чжан Сэнъяо (ок. 500 — ок. 550 гг.) и У Даоцзы (кит. 吴道子, 680—740 гг.), живших с IV-го по VIII века нашей эры.

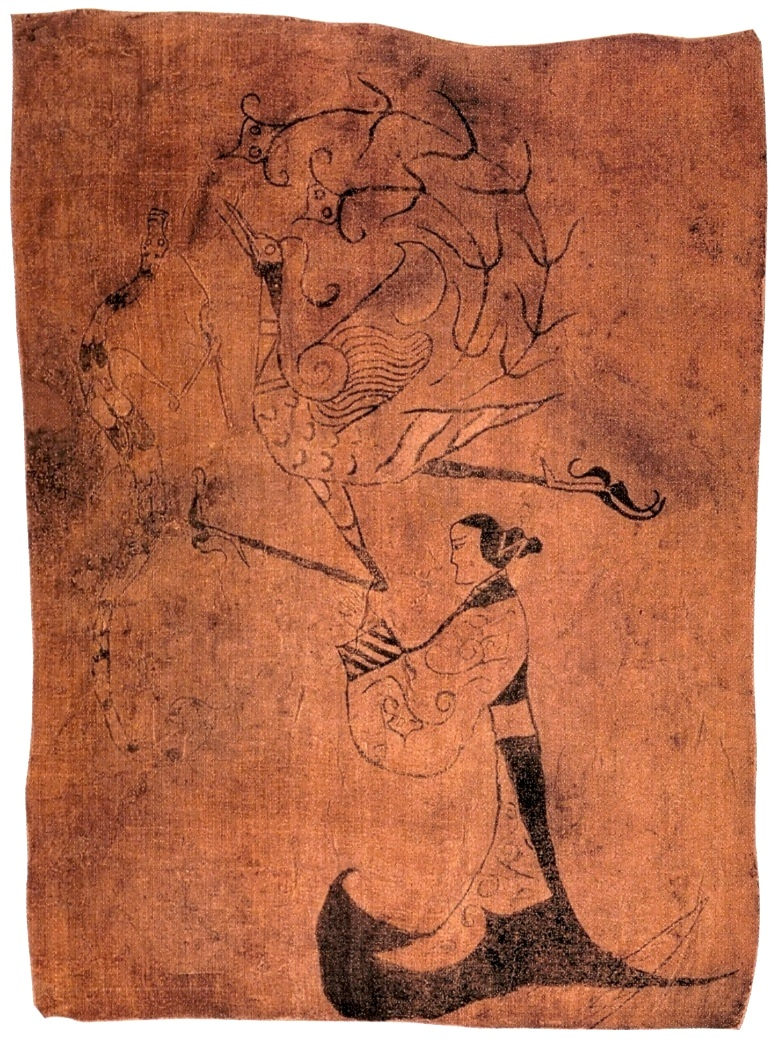
Дама с драконом и фениксом

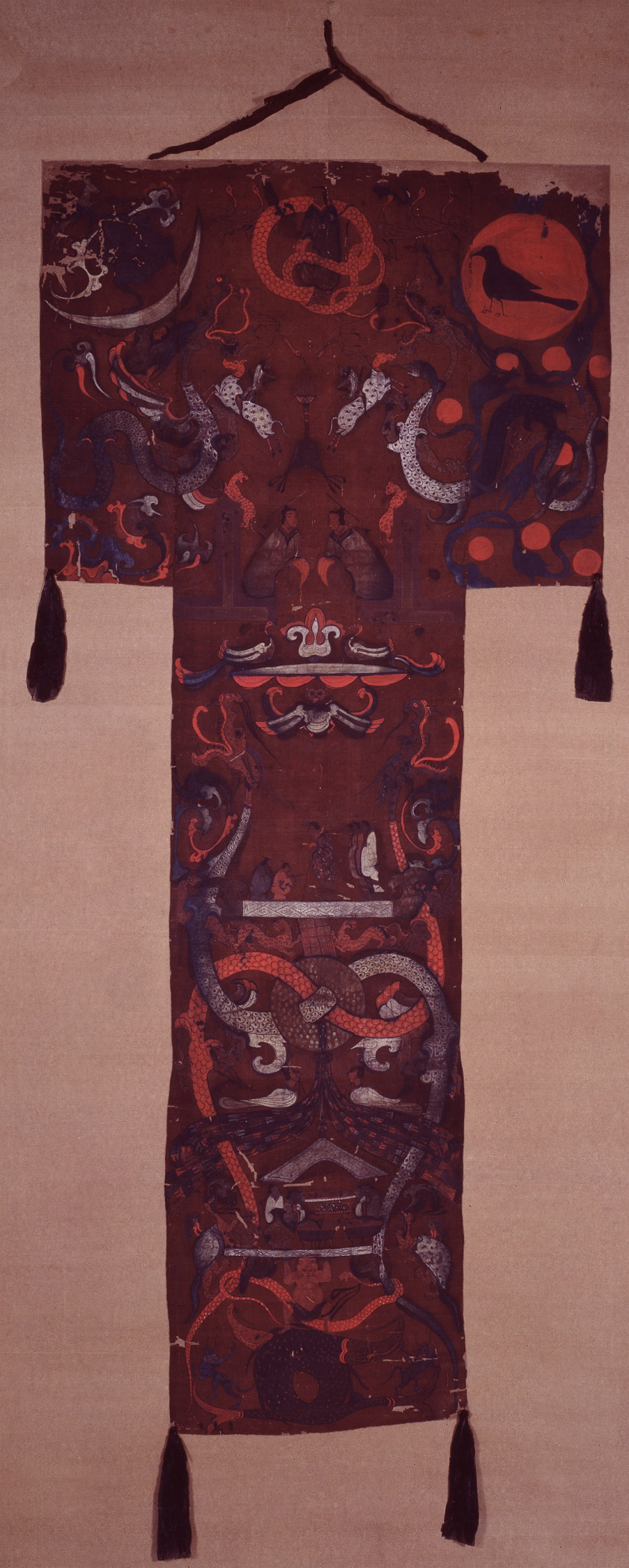
Картина, найденная археологами в 1972—1974 годах в могилах на фамильном кладбище Мавандуй.

Однако в результате археологических исследований современные учёные отодвигают дату зарождения китайской живописи на 1000 лет раньше, в эпоху сражающихся царств Чжаньго (начало II века до н. э.). 
Известный представитель «живописи интеллектуалов», пейзажист Го Си в своём трактате «О живописи» считает картину своеобразным психологическим портретом автора, подчеркивая высокий смысл личности и благородства художника. Художник особо выделяет необходимость совершенства личности мастера. Другим важным аспектом произведения живописи он считает поэтичность, приводя принадлежащую неизвестному автору фразу: «Поэзия — это лишённая формы живопись; живопись — это обретшая форму поэзия».
Начиная со времён художника Ван Вэя (VIII век) многие «художники-интеллектуалы» отдают предпочтение монохромной живописи тушью над цветами, считая что: «Средь путей живописца тушь простая выше всего. Он раскроет суть природы, он закончит деяние творца».
Именно в этот период зарождаются основные жанры китайской живописи:
- Жанр живописи растений, в частности живопись бамбука. Основателем живописи бамбука стал Вэнь Тун.
- Живопись цветов и птиц.
- Горные пейзажи (山水, shan shui, то есть «горы и воды»).
- Анималистический жанр (翎毛, ling mao, то есть «пернатые и пушистые»).
- Жанр портрета.

В эпоху Тан и Сун создаются самые известные произведения китайской живописи. Появляются мастера:
- У Даоцзы (680—740).
- Ли Сысюнь (651—716) (основатель пейзажного направления китайской живописи).
- Ли Чжаодао (675—741)
- Ван Вэй (701—761)
- Хань Хуан (723—787)
- Хань Гань (ок.706 — 783)
- Чжан Сюань (714—742)
- Ся Гуй (1195—1224)
- Ма Юань (1190—1279)
- Ми Фэй (1051—1107)
- Ван Симэн (1096 — ?)
- Хуэйцзун (1082—1135)
- Чжан Цзэдуань (1085—1145)
- Вэнь Тун (1019—1079)
- Го Си (1020—1090)

Начиная со времён зарождения китайской живописи на шёлке и бумаге в V веке н. э. множество авторов предпринимают попытки теоретизации живописи. Первым среди всех, пожалуй, был Гу Кайчжи, с подачи которого были сформулированы шесть законов — «люфа»:
- Шэньцы — одухотворённость,
- Тяньцюй — естественность,
- Гоуту — композиция живописного произведения,
- Гусян — постоянная основа, то есть структура произведения,
- Мосе — следование традиции, памятникам древности,
- Юнби — высокая техника письма тушью и кистью.

Они составляют идейный костяк, вокруг которого китайская живопись будет развиваться последующие столетия.

## Китайская живопись после эпохи Сун
Периоды правлений династий Тан и Сун считаются временем наивысшего расцвета китайской культуры. Это же можно сказать и о китайской живописи. На протяжении последующих династий Юань, Мин и Цин художники ориентировались на образцы именно Сунского периода. При Сунском императоре Хуэй Цзуне (1082—1135) китайская культура достигла апогея и начала клониться к упадку. В 1127 году войска северных варваров Чжурчжэней осадили и захватили Кайфэн, — столицу Китая и крупнейший город на земле в то время. В плен попал и сам император-художник. Это событие ознаменовало начало эпохи северных варварских завоеваний в истории Китая. Через 150 лет после Чжурчжэньского завоевания настала эра Монгольских завоевателей. С 1271 по 1368 в Китае правила монгольская династия Юань. В 1368 к власти в Китае приходит последняя в истории китайская (Ханьская) династия Мин.
В отличие от художников Тан и Сун, живописцы последующих эпох не стремились к созданию новых стилей, а наоборот, всячески подражали стилям ушедших эпох. И часто делали это на очень хорошем уровне, как художники времён монгольской династии Юань, последовавшей за эпохой Сун:
- Чжао Мэнфу (1254—1322)
- Ван Мэн (1308—1385)
- Ни Цзань (1301—1374)
- Жэнь Жэньфа (1255—1327)
- Гуань Даошэн (1255—1327)
- Кэ Цзюсы (1290—1343)
- Чжао Юн (1289—1360)

Среди художников эпохи Юань были супруги Чжао Мэнфу и Гуань Даошэн. Это был союз двух выдающихся художников, при этом супруга Чжао Мэнфу, Гуань Даошэн, жившая в 1262—1319, была одной из первых известных истории женщин-художниц. Чжао Юн, родившийся от брака Чжао Мэнфу и Гуань Даошэн, также стал одним из выдающихся китайских художников.
Монгольскую династию Юань сменила эпоха Мин. Среди многочисленных художников эпохи Мин выделяют четырёх художников: Шэнь Чжоу, Вэнь Чжэнмина, Тан Иня и Цю Ина. Они вошли в историю под названием «уской четверки».
В целом художники Минской эпохи ориентировались на образцы эпохи Сун, как это делал крупнейший мастер эпохи Мин Вэнь Чжэнми́н (1470—1559). Но были и нововведения. Большой импульс развития получила живопись фигур. Ярким представителем Минской художественной традиции можно считать самобытного художника Цю Ина (ок. 1475 — ок. 1552 гг). Он писал сразу в нескольких жанрах и прославился и как великий пейзажист и как блестящий представитель живописи фигур. Цю Ин писал также в жанре эротической живописи, часто изображая не только обнажённую натуру, но и сам половой акт. Эротическая живопись была одним из достижений художников эпохи Мин.
Ещё один известный художник эпохи Мин — Тан Инь (1470—1524) также прославился и как великий пейзажист, и как корифей живописи фигур. В эпоху Мин развивался и анималистический жанр, великим мастером в изображении обезьян был император Чжу Чжаньцзи (1398—1435). Династия Мин правила Китаем тогда же, когда в Европе расцветала эпоха возрождения. На разных концах Евразии синхронно и независимо друг от друга возник интерес к изображению человеческого тела, и в том числе обнажённой натуры.
В 1644 Династия Мин пала. Китай вновь завоёван варварами-маньчжурами, правившими Поднебесной вплоть до Синхайской революции 1911 года.
И хотя вновь пришедшие завоеватели вскоре после завоевания «самокитаизировались» и соблюдали конфуцианские порядки, каждое последующее нашествие порождало новый раскол в обществе, отразившийся в том числе и на развитии живописи. Со времён монгольского завоевания в XIII века начала развиваться «провинциальная» живопись художников, не желавших вступать на службу императорскому двору завоевателей. Первым известным художником-отшельником стал Ни Цзань (1301—1374). Он принадлежал к знатному роду, но, не пожелав вступать на службу монголов и передав большую часть своего имущества даосскому монастырю, он провёл остаток жизни в скитаниях. Его примеру последовали и многие другие художники эпохи Юань, такие как Хуан Гунван, У Чжэнь и Ван Мэн.
Похожая ситуация повторилась ещё раз, спустя 400 лет после монгольского завоевания, когда Китай оказался под властью новых завоевателей Маньчжуров, провозгласивших начало династии Цин. Внутриполитическая обстановка «смутного» периода смены династии Мин маньчжурской династией Цин вызвала крутой перелом в жизни и творчестве китайских художников. Чтобы выразить своё неприятие маньчжурского господства и сохранить верность Минам, многие деятели культуры категорически отказались сотрудничать с новоявленными правителями. Когда же оказалось, что господство Цин установилось прочно и надолго, немало художников впало в уныние, кое-кто принял постриг и заточил себя в монастыре. Так поступили художники Хунжэнь, Кунь Цань, Чжу Да и Юань Цзи, вошедшие в историю как «четыре монаха».
При этом некоторые из художников-отшельников выбирали в качестве обители не только традиционные для Китая буддийскую или даосскую «религию», но и католицизм. Так художник и поэт У Ли (1631—1718) стал самым первым католическим епископом-китайцем.
Впрочем, множество талантливых художников-ханьцев (китайцев) продолжали служить при дворе Чжурчжэней и Монголов или Маньчжуров. Так, во времена монгольской империи Юань при дворе прославилась семья художников во главе с Чжао Мэнфу, а при династии Цин расцвела пышным цветом живопись в городе Янчжоу, где работали и трудились десятки тысяч художников, наиболее известными из них были художники, составившие так называемую «восьмёрку янчжоуских оригиналов».
- Гао Фэнхань (1683—1749)

В течение царствования династии Цин была написана одна из основополагающих теоретических книг по китайской живописи «Цзецзыюань хуачжуань» 芥子園畫傳 (Слово о живописи из сада «горчичное зерно»).

## Китайская живопись XVIII—XX веков. Эпоха перемен
XVI—XVII века обернулись для Китая эпохой больших перемен и не только из-за маньчжурского завоевания. С началом колониальной эры Китай начинает всё сильнее подвергаться культурному влиянию европейцев. Отражением этого факта стала трансформация китайской живописи. Одним из интереснейших китайских художников эпохи Цин считается Джузеппе Кастильоне (1688—1766), итальянский монах-иезуит, миссионер и придворный художник и архитектор в Китае. Именно этот человек стал первым художником, совместившим китайские и европейские традиции в своём рисунке.
Своими работами, а также уроками живописи, Кастильоне продемонстрировал особенности европейской техники рисования, требовавшей соблюдения законов перспективы и светотени, он ознакомил китайцев с таким жанрами европейского изобразительного искусства как масляная живопись и медная гравюра, благодаря ему во дворце китайского императора получили распространение плафонная живопись и натюрморт. Начиная со времён Кастильоне и вплоть до наших дней живопись маслом, а также западный стиль живописи, приобретают в Китае всё большую популярность.
XIX и XX века стали для Китая большим испытанием на прочность. Китай вступил в эпоху перемен невиданного доселе масштаба. В течение XIX века Китай проиграл 2 опиумные войны европейским колонизаторам и подвергся значительному разорению со стороны европейцев. В 1894—1895 Китай проиграл войну Японии и оказался разделён между европейскими колониальными империями (в том числе и Россией), США и Японией на зоны влияния.
На рубеже XIX—XX веков Маньчжурская династия Цин окончательно себя дискредитирует, подавив национальное китайское восстание, направленное против европейского влияния (Боксёрское восстание), при помощи солдат европейских и японской армий. Вскоре Китай оказывается ареной битвы колонизаторов — Японии и России — и вновь подвергается разорению. Следствием всех этих событий стала Синьхайская революция 1911 года, приведшая к падению империи и провозглашению Республики. Вслед за синьхайской революцией последовал полувековой политический хаос, отягощённый новой войной с Японией (Вторая мировая война), приведшей к новым невероятным разрушениям. Вслед за разрушениями времён мировой войны последовала культурная революция Мао Цзэдуна.
Все эти события не могли не оказать влияние на культурную жизнь Китая и на китайскую живопись в частности. Среди китайской интеллигенции росло число западников. В XIX веке провинциальный город Шанхай стал центром торговли с европейскими государствами и одним из крупнейших торговых портов Китая. После этого сюда устремляются многие китайские художники, желающие заработать и изучить европейские традиции живописи. Так родилась Шанхайская школа живописи, ныне — самая известная.
Падение империи также стало одним из важнейших событий в истории китайской живописи. Ранее императорский двор был одним из самых главных источников заказов на картины, и когда императора не стало, множество художников осталось без работы. Кроме того, как отмечалось выше, до революций XX века большинство китайских художников принадлежали к кругу придворной знати, а после этих событий живопись окончательно «ушла в массы». Из-за больших социальных потрясений многие линии художников были прерваны: с началом XX века в китайской живописи начался период «100 школ», для которого характерен порой радикальный отход от традиций и невероятная жанровая импровизация. Так, например, образовались наиболее известные школы: Шанхайская, Пекинская и Линнаньская. Всё это происходило на фоне усиления влияния европейских художественных традиций в китайской живописи. Так известнейшие китайские художники XX века Сюй Бэйхун (1895—1953) и Линь Фэнмянь (1900—1991) обучались в Европе.
Однако самой яркой личностью в китайской живописи XX века был Ци Байши (1864—1957), совместивший две несовместимые ранее для китайского художника черты биографии: он был приверженцем «живописи интеллектуалов» и одновременно — выходцем из бедной крестьянской семьи. Ци Байши также получил широкое признание на западе, в 1955 году он был удостоен международной премии Мира.
Ци Байши прошёл путь от простого столяра до живописца с мировым именем. Внешне его картины продолжали традиции художников-интеллектуалов, так, например, в них сочетались живопись, каллиграфия, поэзия и граверное мастерство, однако в то же время в них явно чувствуется самобытность и оригинальность автора, жизнь которого сложилась так не похоже на жизнь обычного интеллигента. Долго прожив в деревне, Ци Байши с удовольствием писал деревенские пейзажи, овощи, плоды, насекомых, рыб. Сегодня, китайская живопись переживает новый период трансформации. После открытия Китая западному миру в конце XX века, в Европе Америке и России растёт интерес к китайской живописи, и в наши дни, среди мастеров китайской живописи появляется всё больше европейцев, русских и американцев.

## Живопись и каллиграфия
В творчестве Ци Байши, одного из наиболее известных китайских художников, жившего на рубеже XIX—XX вв., отразились классические традиции и экспериментальные поиски. С подарка от деда тушечницы, палочки туши, кисти и копировальной бумаги начались годы упорного труда и путь к славе. Особенную популярность принесли художнику картины, выполненные в жанре «цветы — птицы». Он любил изображать пионы, лотосы, цветы дикой сливы, вьюнки травы и т. п. Особое пристрастие питал художник к водным обитателям: рыбы, креветки, крабы, лягушки ценились мастером как объекты чрезвычайной художественной выразительности. Ци Байши не переставал удивляться красоте мира, сочности, свежести и яркости плодов граната, персиков, винограда, ягод вишни, которые писал виртуозно.

## Живопись и служение государству
Интересно, что большинство великих китайских художников эпох Тан, Сун Юань и Мин совмещали свои занятия искусством и службу государству. Почти каждый выдающийся художник, каллиграф и поэт был также и уважаемым чиновником.
Притом часто великие художники служили на совсем не связанных с творчеством должностях. Ван Вэй, о котором было сказано выше, занимал должность секретаря гражданской палаты, а затем секретаря императорского двора в империи Тан.
Два самых известных художника эпохи Юань были также и выдающимися администраторами. Жэнь Жэньфа занимал пост заместителя главного инспектора ирригационных сооружений, а государственные посты Чжао Мэнфу включали должность губернатора провинций Чжэцзян, Цзянси и главы Академии Ханьлинь.
Вообще надо сказать, что в Китае испокон веков к живописи и каллиграфии культивируется крайне почтенное отношение. Престиж живописи был настолько велик, что многие императоры не только интересовались живописью, но и были отличными художниками, как например Сунский император Хуэй Цзун (1082—1135), или император династии Мин — Чжу Чжаньцзи (1398—1435).

## Китайская живопись маслом
Сегодня многие китайские художники предпочитают европейские масло и холст, взамен традиционных туши, акварельных красок и тонкой бамбуковой и рисовой бумаги. Начало китайской живописи маслом положил итальянский монах иезуит Д. Кастильоне.

## Суми-э
Живопись Суми-э является японской разновидностью китайской живописи. Изначально Суми-э, как и Се-и была монохромной и писалась лишь при помощи туши, но со временем японские художники начали писать и цветными минеральными красками. Большой импульс развития живопись Суми-э получила не только в Японии, но и в других странах мира, в частности в США и России. В Москве сегодня существует школа живописи Суми-э, поддерживаемая посольством Японии.

## Жанры китайской живописи
Среди жанров китайской живописи выделяют следующие:
- пейзажи «горы — воды»,
- цветы и птицы,
- живопись бамбука,
- анималистическая живопись,
- живопись фигур и портретная живопись.

## Символизм в китайской живописи
Для китайской живописи также характерен крайне изящный язык образов. Часто изображая что-либо, китайский художник закладывает в рисунок определённый подтекст. Некоторые образы встречаются особо часто, например четыре благородных растения: орхидея, бамбук, хризантема, слива мэйхуа. Кроме этого каждое из этих растений соотносится с определённым качеством характера. Орхидея нежна и утончена, ассоциируется с нежностью ранней весны. Бамбук — символ непреклонного характера, настоящего мужа высоких моральных качеств (Сюнь-цзы). Хризантема — прекрасна, целомудренна и скромна, воплощение торжества осени. Цветущая дикая слива мэйхуа ассоциируется с чистотой помыслов и стойкостью к невзгодам судьбы. В растительных сюжетах встречается и другая символика: так, рисуя цветок лотоса, художник рассказывает о человеке, который сохранил чистоту помыслов и мудрость, живя в потоке бытовых проблем.

## Инструменты традиционной китайской живописи
Для написания традиционных китайских картин применяют ограниченный набор средств, так называемые «четыре сокровища» художника: китайская кисть, краска, тушечница для растирания туши и минеральных красок, бумага.